# Johann Baptist Wendling
Johann Baptist Wendling (ochrzcz. 17 czerwca 1723 w Rappoltsweiler, zm. 27 listopada 1797 w Monachium) – niemiecki kompozytor i flecista.

## Życiorys
Na przełomie lat 40. i 50. XVIII wieku był nauczycielem gry na flecie księcia Christiana IV w Zweibrücken oraz flecistą w orkiestrze dworskiej. W 1749 roku wystąpił w Berlinie przed królem Fryderykiem II. W 1752 roku poślubił śpiewaczkę Dorotheę Spurni, z którą wspólnie występował. W tym samym roku został nauczycielem gry na flecie elektora Karola IV Teodora w Mannheimie oraz członkiem jego nadwornej orkiestry. Koncertował m.in. w Concert Spirituel w Paryżu, Hadze, Wiedniu i Pradze. W latach 1771–1772 przebywał razem z żoną w Londynie, gdzie wziął udział w prawykonaniu serenaty Endimione Johanna Christiana Bacha. Przyjaźnił się z Wolfgangiem Amadeusem Mozartem, któremu towarzyszył w 1778 roku w podróży do Paryża. W 1778 roku przeniósł się wraz z dworem elektorskim z Mannheimu do Monachium, często jednak wracał do tego pierwszego miasta.
Skomponował m.in. 14 koncertów fletowych, 3 kwartety fletowe, 30 triów, 39 duetów, 12 sonat na flet. Był przedstawicielem szkoły mannheimskiej, przyczynił się do popularyzacji fletu i wzbogacenia jako możliwości technicznych. W swoich utworach powierzał fletowi partie wirtuozowskie, w późniejszych kompozycjach posługiwał się techniką koncertującą. Przez współczesnych ceniony był jako wirtuoz i pedagog, do grona jego uczniów należeli François Devienne i Johann Georg Metzger.